# Nacional III
Pour plus de détails, voir Fiche technique et Distribution.
Nacional III est un film espagnol réalisé par Luis García Berlanga, sorti en 1982.

## Fiche technique
- Titre : Nacional III
- Réalisation : Luis García Berlanga
- Scénario : Luis García Berlanga et Rafael Azcona
- Photographie : Carlos Suárez
- Montage : José Luis Matesanz
- Pays d'origine : Espagne
- Format : Couleurs - 1,66:1
- Genre : comédie
- Durée : 102 minutes
- Date de sortie : 1982

## Distribution
- Luis Escobar Kirkpatrick (en) : Marquis de Leguineche
- Luis Ciges : Segundo
- Agustín González : Padre Calvo
- José Luis López Vázquez : Luis José
- Amparo Soler Leal : Chus
- José Luis de Vilallonga : Álvaro
- Chus Lampreave : Viti
- María Luisa Ponte : Paulita
- Roberto Camardiel : Tío Román
- Francisco Merino : El Correo
- Ángel Álvarez
- Fernando Merino